# Endasys maculatus
Endasys maculatus är en stekelart som först beskrevs av Léon Abel Provancher 1875.  Endasys maculatus ingår i släktet Endasys och familjen brokparasitsteklar. Inga underarter finns listade i Catalogue of Life.